# Јелена Докић
Јелена Докић (енгл. Jelena Dokić (често у медијима Dokic); Осијек, 12. април 1983) бивша је аустралијска тенисерка српског порекла. Докићева је тениску каријеру почела у Аустралији, у једном периоду је наступала под заставом Србије и Црне Горе, да би се поново вратила да игра за Аустралију.
Њен највећи успех је четврто место на ВТА листи. Ипак, због породичних проблема, 2006. је потпуно испала са листе. 2008. године, под заставом Аустралије, полако се враћа у свет тениса.
Докићева је више пута остварила победе над играчицама које су биле прве на ВТА листи. Међу њима су Мартина Хингис (прво коло Вимблдона 1999), Ким Клајстерс (у Цириху 2003) и Винус Вилијамс (у Риму 2000). Такође је побеђивала играчице високог калибра као што су Моника Селеш, Мери Пирс, Жистин Енен, Јелена Јанковић, Каролина Возњацки, Амели Моресмо, Франческа Скијавоне и Џенифер Капријати. Њена значајна достигнућа су полуфинале Вимблдона 2000. као и играње меча за бронзану медаљу на Олимпијским играма 2000. у Сиднеју, у ком је изгубила од Монике Селеш.

## Детињство
Јелена Докић је рођена у Осијеку, СФРЈ (данашња Хрватска). За време распада СФРЈ са породицом се сели у Сомбор (Србија), да би се неколико година касније преселили у Сиднеј, у Аустралију. Најпре је породица Докић живела у градићу Ферфилд, а затим се преселила у Сиднеј.

## Каријера

### Јуниорка
Јелена Докић се показала као једна од најбољих тенисерки тог времена у јуниорској конкуренцији. 1998. године, освојила је Отворено првенство Америке у појединачној јуниорској конкуренцији и Отворено првенство Француске у конкуренцији парова јуниорки, са Ким Клајстерс. На крају сезоне 1998, Јелена Докић била је прва у појединачној и седма јуниорка света у конкуренцији парова.

### 1999. Изненађења и пробој у првих 100
На почетку каријере (од 1999. до 2001) Докићева наступа за Аустралију. 1999. годину почела је наступом на Хопман купу. Учествовала је и на првом гренд слем турниру у сезони, Отвореном првенству Аустралије, на коме ју је у трећем колу поразила прва тенисерка света Мартина Хингис. Направила је право изненађење победивши Хингисову у првом колу Вимблдона, са 6-2, 6-0. Тада је била 129. тенисерка света, и постала је најниже рангирана играчица која је победила првог носиоца на једном гренд слем турниру. У мечу четвртог кола поразила је и Мери Пирс, али ју је у четвртфиналу победила Александра Стивенсон. Заједно са Амандом Кутсер, достигла је своје прво финале у конкуренцији парова, на турниру у Токију. Јелена Докић је годину почела на 129, а завршила на 43. месту ВТА листе.

### 2000. Наставак успеха, полуфинале гренд слема
Мађарска тенисерка Рита Кути Киш победила је Јелену Докић у првом колу Отвореног првенства Аустралије, резултатом 6-1, 2-6, 6-3. Примила је много критика за своју изјаву након меча: „Изгубила сам од играчице која никада није ни била играчица, и вероватно никада неће ни бити“.
Током пролећног дела сезоне, Докићева је достигла полуфинала турнира прве категорије у Хилтон Хеду, Чарлстону и Риму (успут поразивши и Винус Вилијамс), а у мечевима Фед купа поразила је успешне тенисерке као што су Ким Клајстерс, Ана Курњикова и Сандрин Тести. Ипак, на Отвореном првенству Француске је изгубила већ у другом колу.
Њен успех на Вимблдону се наставио. Изгубила је у полуфиналном мечу против Линдси Давенпорт, са 6-4, 6-2 по сетовима. Достигла је и четврто коло Отвореног првенства Америке, у ком ју је поразила Серена Вилијамс. Докићева је затим представљала Аустралију на Летњим олимпијским играма 2000. у две конкуренције. У конкуренцији парова је играла са Рене Стабс, али су поражене у другом колу. У појединачној конкуренцији, Докићеву је у мечу за бронзану медаљу победила Моника Селеш, наступајући за САД. Јелена Докић је годину завршила на 26. месту ВТА листе.

### 2001. Први ВТА трофеји, пласман у најбољих 10, играње за Југославију
Након пораза Докићева од Линдси Давенпорт у првом колу Отвореног првенства Аустралије њен отац, Дамир Докић, оптужио је организаторе првенства за неправилности у жребу што води до неспоразума (а и због „насилног понашања"). Потом се породица Докић преселила у САД, а Јелена је почела да наступа за Југославију.
У мају 2001. је освојила своју прву титулу, на Италија опену, поразивши у финалу Амели Моресмо. У пару са Кончитом Мартинез је достигла финале Ролан Гароса у конкуренцији парова, али су их поразиле Вирхинија Руано Паскуал и Паола Суарез.
Током године је достигла још пет финала, освојивши од тога две титуле. Прву је освојила у Токију (победивши у финалу бившу прву тенисерку света Аранчу Санчез Викарио), а другу на Купу Кремља (победивши у финалу Јелену Дементјеву). Квалификовала се за ВТА првенство, на ком је достигла четвртфиналу. Годину је завршила као осма тенисерка света.
Југословенски олимпијски комитет је проглашава за спортисткињу године.

### 2002. Међу првих 5
Докићева је достигла финале турнира у Паризу, али је због повреде морала да преда меч Винус Вилијамс. У априлу је освојила своју четврту титулу, на турниру у Сарасоти. На турниру у Хамбургу, победила је Жистин Енен у четвртфиналу, али је свој полуфинални меч морала да преда због повреде. Такође, није јој успело да одбрани своју титулу у Риму, јер ју је у трећем колу победила Анастасија Мискина. У Стразбуру ју је Италијанка Силвија Фарина Елија поразила у финалу у три сета, са 6-4, 3-6, 6-3.
На Ролан Гаросу, Докићева је изгубила у четвртфиналу од првог носиоца Џенифер Капријати, и то у три сета (6-4, 4-6, 6-1). Затим је освојила своју пету титулу у Бирмингему. Тако је постала једна од не тако честих тенисерки које су освојиле бар по једну титулу на све четири подлоге. На Вимблдону, Докићеву је у четвртом колу победила Данијела Хантухова. И поред пораза у другом колу Отвореног првенства Америке, Докићева је заузела четврто место на ВТА листи, њен најбољи резултат на листи у каријери.
Докићева је затим достигла полуфинала турнира у Токију и у Баији, а квалификовала се и за ВТА првенство. Ту је изгубила у четвртфиналу од Серене Вилијамс. Крајем 2002. године долази до пада у игри Докићеве, што се одразило на њене резултате. До тог тренутка освојила је пет турнира и изгубила седам финала. Тада почињу да се појављују наслови у новинама о неслагању са оцем.

### 2003—2006. Пад, ИТФ турнири, поновно представљање Аустралије
Године 2003. почиње сарадњу са хрватским тениским тренером Борном Бикићем. Са Бикићем Јелена успева да поново уђе у топ 20 и буде 14. играчица света након што је играла финале Цириха крајем 2003. и полуфинале Токија 2004. године.
Средином 2004. године, Докићева се заједно са породицом вратила у Србију. Верује се да је то повезано са сређивањем породичних односа и мирења са оцем. Међутим, повратак је био неуспешан и Докићева се повлачи са тениских турнира на 4-5 месеци. Потом се враћа у Аустралију и изјављује да би желела да поново игра за Аустралију. За то време, њена породица није знала ни где се она заправо налази.
Играјући за Аустралију по први пут након пет година, Докићева се такмичила на турниру у Окланду, али је изгубила већ у првом колу. Такође се такмичила на Отвореном првенству Аустралије, на коме је поновила исти резултат. Докићева је затим неко време радила са тренером Николом Пилићем и играла неколико турнира. У новембру 2006, порекла је гласине које је раширио њен отац, Дамир, да је Јелену био киднаповао њен дечко Тин Бикић. Такође је потврдила како се неће такмичити на Отворено првенству Аустралије 2007. зато што још увек није спремна за гренд слем турнире, а нагласила је да јој је план повратак у топ 30 најбољих тенисерки света.
Крајем 2006. године, Докићева је напустила тениску академију Николе Пилића. Требало је да потпише једногодишњи уговор са академијом, али га је одбила, рекавши да није задовољна њиме. Вратила се свом тренеру Борни Бикићу, и неко време тренирала у Загребу.

### 2007—2008. Тражење форме
После двогодишње паузе Јелена Докић је почела поново да игра у квалификацијама за мање турнире и полако улази у форму. На крају 2007. године није је било на ВТА ранг листи. Покушала је да се квалификује на Отворено првенство Аустралије 2008, али није успела
Године 2008., Докићева се такмичила на турниру Мурила Хобарт интернашонал, достигавши друго коло. Предала је свој меч другог кола Флавији Пенети због повреде зглоба. Затим се квалификовала на турнир у Фесу, али ју је Грета Арн поразила већ у првом колу. 5. маја 2008, Јелена Докић освојила је ИТФ турнир у Фиренци. Наредни турнир играла је у Стразбуру, где ју је у првом колу победила Тимеа Бачински. Затим је у јулу освојила ИТФ турнир у Дармштату.
Након периода нешто лошијих резултата, Јелена Докић је отказала учешће на свим ИТФ турнирима у септембру и октобру. Вратила се средином октобра, квалификовавши се за турнир у Линцу, где је изгубила у другом колу од Џил Крејбас. Новембар је Докићева посветила припремама за квалификациони турнир за Отворено првенство Аустралије 2009.

### 2009. Повратак
У децембру 2008. године, Јелена Докић се такмичила на квалификационом турниру за Отворено првенство Аустралије 2009. године. Након две победе и једног пораза, Докићева је победила Монику Вејнерт и квалификовала се за први гренд слем турнир у сезони. На почетку 2009. године, Докићева је рекла да је ова година пресудна за њен повратак.
Први турнир Јелене Докић био је турнир у Сиднеју. Након врло тешког меча првог кола, поразила ју је бивша прва тенисерка света Амели Моресмо. Докићева је рекла како је врло задовољна својим наступом, иако је испала већ у првом колу. Затим је награђена „вајлд“ картом за Мурила Хобарт интернашонал турнир, али је морала да откаже учешће услед повреде ахилове тетиве.
Меч првог кола на Отвореном првенству Аустралије Докићева је играла против Тамире Пашек. Победила је аустријску тенисерку у три сета, резултатом 6-2, 3-6, 6-4. У другом колу, направила је велико изненађење победивши 17. носиоца, руску тенисерку Ану Чакветадзе, са 6-4, 6-7, 6-3. Докићева је у мечу трећег кола савладала 11. носиоца Каролин Возњацки у три сета. У мечу четвртог кола победила је руску тенисерку Алису Клејбанову и пласирала се у четвртфинале. Захваљујући овој победи, Докићева ће се након Отвореног првенства Аустралије наћи међу 100 најбољих тенисерки планете. У четвртфиналу ју је у три сета (6:4, 4:6, 6:4) савладала Динара Сафина, трећи носилац.
У интервјуу који је дала након победе у првом колу Отвореног првенства Аустралије, Докићева је рекла како су она и њен дечко Тин Бикић у вези већ пет година. Такође је рекла како нема никаквог контакта са својим оцем, али да поново редовно контактира мајку и брата.-->
Потврђено је да ће Јелена Докић, заједно са Кејси Деласква, Самантом Стосер и Рене Стабс, наступати за Фед куп репрезентацију Аустралије.

## Пласман на ВТА листи на крају сезоне
| Година  | 1998 | 1999 | 2000 | 2001 | 2002 | 2003 | 2004 | 2005 | 2006 | 2007 | 2008 | 2009 | 2010 |
| Пласман | 341  | 43   | 26   | 8    | 9    | 15   | 125  | 351  | 621  | —    | 178  | 56   | 137  |

## Гренд слем турнири
| Гренд слем                    | 1999 | 2000 | 2001 | 2002 | 2003 | 2004 | 2005 | 2006 | 2007 | 2008 | 2009 | 2010 | 2011 |
| Отворено првенство Аустралије | 3.   | 1.   | 1.   | -    | -    | -    | -    | 1.   | -    | КВ   | ¼    | 1.   | 2.   |
| Отворено првенство Француске  | 1.   | 2.   | 3.   | ¼    | 2.   | 1.   | -    | -    | -    | -    | 2.   | 1.   |      |
| Вимблдон                      | ¼    | ½    | 4.   | 4.   | 3.   | 1.   | -    | КВ   | -    | -    | 1.   | КВ   |      |
| Отворено првенство Америке    | 1.   | 4.   | 4.   | 2.   | 2.   | 1.   | -    | -    | -    | -    | 1.   | КВ   |      |

## ВТА финала

### Појединачно (13)

#### Победе (6)
| Легенда: До 2009.             | Легенда: Од 2009.     |
| ----------------------------- | --------------------- |
| Гренд слем турнири (0)        |                       |
| Завршна првенства сезоне (0)  |                       |
| Прва категорија (2)           | Обавезни Премијер (0) |
| Друга категорија (1)          | Премијер 5 (0)        |
| Трећа категорија (1)          | Премијер (0)          |
| Четврта и пета категорија (1) | Међународни (1)       |

| Бр. | Датум               | Турнир                 | Подлога | Противница у финалу   | Резултат         |
| 1.  | 20. мај 2001.       | Рим, Италија           | Шљака   | Амели Моресмо         | 7–6(3), 6–1      |
| 2.  | 23. септембар 2001. | Токио, Јапан           | Тврда   | Аранча Санчез Викарио | 6–4, 6–2         |
| 3.  | 7. октобар 2001.    | Москва, Русија         | Тепих   | Јелена Дементјева     | 6–3, 6–3         |
| 4.  | 7. април 2002.      | Сарасота, Флорида, САД | Шљака   | Татјана Панова        | 6–2, 6–2         |
| 5.  | 16. јун 2002.       | Бирмингем, УК          | Трава   | Анастасија Мискина    | 6–2, 6–3         |
| 6.  | 6. март 2011.       | Куала Лумпур, Малезија | Тврда   | Луцие Шафаржова       | 2–6, 7–6(9), 6–4 |

#### Порази (7)
| Легенда: До 2009.             | Легенда: Од 2009.     |
| ----------------------------- | --------------------- |
| Гренд слем турнири (0)        |                       |
| Завршна првенства сезоне (0)  |                       |
| Прва категорија (2)           | Обавезни Премијер (0) |
| Друга категорија (4)          | Премијер 5 (0)        |
| Трећа категорија (1)          | Премијер (0)          |
| Четврта и пета категорија (0) | Међународни (0)       |

| Бр. | Датум               | Турнир                       | Подлога | Противница у финалу  | Резултат      |
| 1.  | 16. септембар 2001. | Баија, Бразил                | Тврда   | Моника Селеш         | 3–6, 3–6      |
| 2.  | 15. октобар 2001.   | Цирих, Швајцарска            | Тепих   | Линдси Давенпорт     | 3–6, 1–6      |
| 3.  | 22. октобар 2001.   | Линц, Аустрија               | Тврда   | Линдси Давенпорт     | 4-6, 1-6      |
| 4.  | 4. фебруар 2002.    | Париз, Француска             | Тепих   | Винус Вилијамс       | предат меч    |
| 5.  | 25. мај 2002.       | Стразбур, Француска          | Шљака   | Силвија Фарина Елија | 4-6, 6-3, 3-6 |
| 6.  | 29. јул 2002.       | Сан Дијего, Калифорнија, САД | Тврда   | Венус Вилијамс       | 6–2, 6–2      |
| 7.  | 13. октобар 2003.   | Цирих, Швајцарска            | Тепих   | Жистин Енен          | 6–0, 6–4      |

### Парови (10)

#### Победе (4)
| Бр. | Датум             | Турнир                        | Подлога | Партнерка        | Противнице у финалу            | Резултат         |
| 1.  | 28. октобар 2001. | Линц, Аустрија                | Тврда   | Нађа Петрова     | Елс Каленс Чанда Рубин         | 6–1, 6–4         |
| 2.  | 7. април 2002.    | Сарасота, Флорида, САД        | Шљака   | Јелена Лиховцева | Елс Каленс Кончита Мартинез    | 6–7(5), 6–3, 6–3 |
| 3.  | 11. август 2002.  | Лос Анђелес, Калифорнија, САД | Тврда   | Ким Клајстерс    | Данијела Хантухова Ај Сугијама | 6–3, 6–3         |
| 4.  | 27. 10. 2002.     | Линц, Аустрија                | Тврда   | Нађа Петрова     | Рика Фуџивара Ај Сугијама      | 6–3, 6–2         |

#### Порази (6)
| Бр. | Датум               | Турнир                       | Подлога | Партнерка        | Противнице у финалу                    | Резултат         |
| 1.  | 26. септембар 1999. | Токио, Јапан                 | Тврда   | Аманда Куцер     | Кончита Мартинез Патрисија Тарабини    | 7-6, 4-6, 2-6    |
| 2.  | 28. мај 2001.       | Отворено првенство Француске | Шљака   | Кончита Мартинез | Вирхинија Руано Паскуал Паола Суарез   | 2-6, 1-6         |
| 3.  | 20. август 2001.    | Њу Хејвен, Конектикат, САД   | Тврда   | Нађа Петрова     | Кара Блек Јелена Лиховцева             | 0-6, 6-2, 2-6    |
| 4.  | 30. септембар 2002. | Москва, Русија               | Тепих   | Нађа Петрова     | Јелена Дементјева Јенета Хусарова      | 2–6, 6–3, 7–6(7) |
| 5.  | 14. октобар 2002.   | Цирих, Швајцарска            | Тврда   | Нађа Петрова     | Јелена Бовина Жистин Енен              | 2-6, 6(2)-7      |
| 6.  | 12. мај 2003.       | Рим, Италија                 | Шљака   | Нађа Петрова     | Светлана Кузњецова Мартина Навратилова | 6–4, 5–7, 6–2    |

### Екипна такмичења (1)

#### Победе (1)
| Број | Датум           | Турнир                       | Подлога | Партнери       | Противници у финалу        | Резултат |
| 1.   | 2. јануар 1999. | Хопман куп, Перт, Аустралија | Тврда   | Марк Филипусис | Оса Свенсон Јонас Бјеркман | 2-1      |

### Јуниорски гренд слем

#### Појединачно (1)
- 1998: Отворено првенство САД

#### Парови (1)
- 1998: Отворено првенство Француске (са Ким Клајстерс)